# Aleochara ashei
Aleochara ashei är en skalbaggsart som beskrevs av Maus 2000. Aleochara ashei ingår i släktet Aleochara och familjen kortvingar. Inga underarter finns listade i Catalogue of Life.